# قطعنامه ۱۰۸۱ شورای امنیت
قطعنامه ۱۰۸۱ شورای امنیت سازمان ملل متحد که در تاریخ ۲۷ نوامبر ۱۹۹۶ تصویب شد، سندی بین‌المللی دربارهٔ بررسی وضعیت خاورمیانه است. این قطعنامه طی نشست ۳۷۱۵ام با ۱۵ رای موافق، ۰ مخالف و ۰ ممتنع تصویب شد.